# 6635 Zuber
6635 Zuber هو كويكب، يقع ضمن حزام الكويكبات. اكتشف في 26 سبتمبر 1987. وقد اكتشفه كارولين إس شوميكر.، و، ووقد اكتشفه يوجين ميرل شوميكر.

## روابط خارجية
- 6635 Zuber في قاعدة بيانات مختبر الدفع النفاث لأجرام النظام الشمسي الصغيرة

- الاكتشاف · مخطط المدار ·  العناصر المدارية · المعلمات المادية

- 6635 Zuber على موقع ويكي سكاي: DSS2, SDSS, GALEX, IRAS, Hydrogen α, X-Ray, Astrophoto, Sky Map, Articles and images